# مارتوک، قزاقستان
مارتوک (قزاقی: Мәртөк) یک روستا و مرکز اداری ناحیه مارتوک در منطقه آق‌توبه در قزاقستان است.
مارتوک در ارتفاع ۱۸۱ متر از سطح دریا واقع شده‌است.
در سرشماری سال ۲۰۱۲، مارتوک ۹۵۱۳ نفر جمعیت داشت.